# Lovitura de poartă (fotbal)

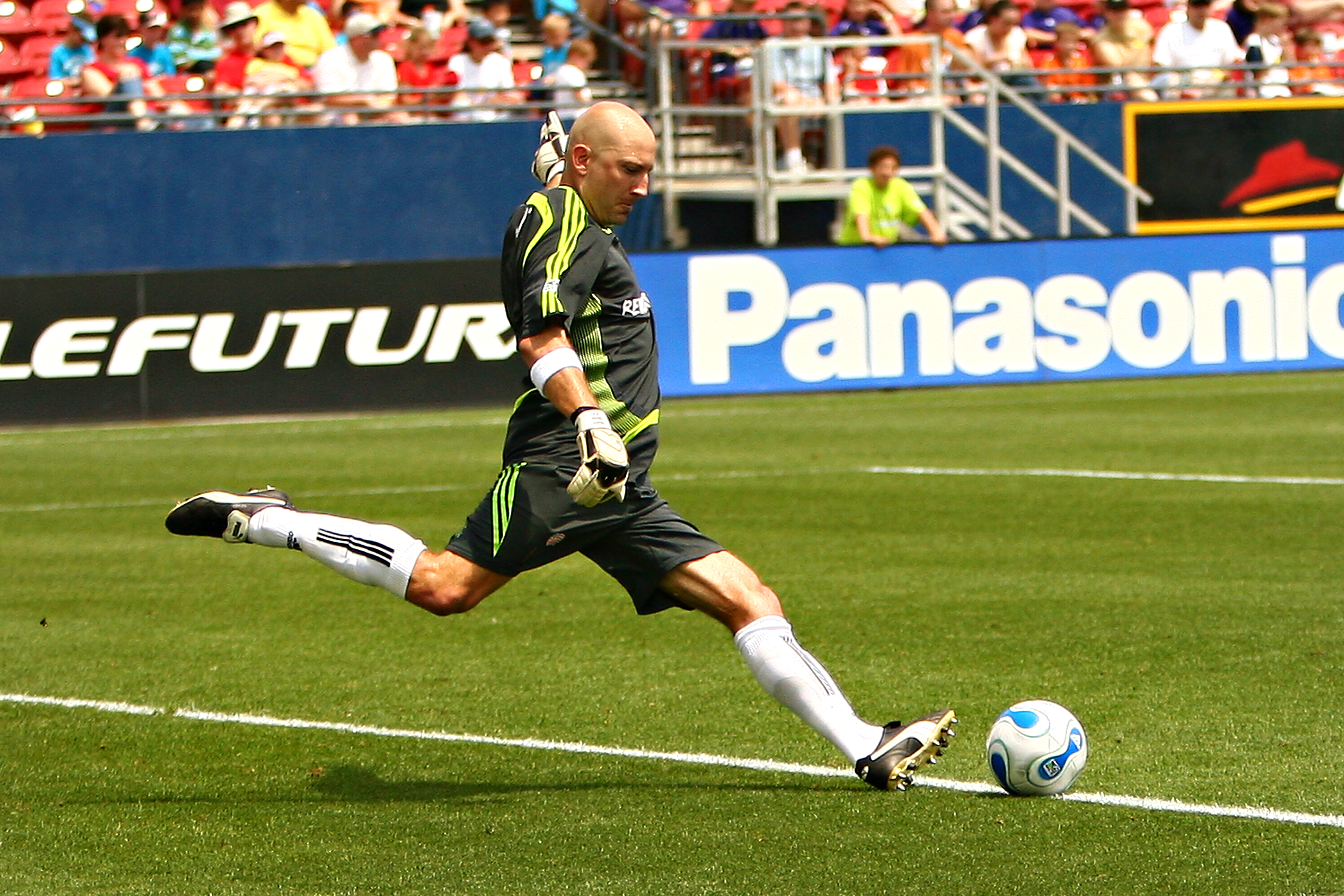
Matt Reis degajând balonul din propriul careu

Lovitura de poartă, numită și degajare, reprezintă lovitura de repunere a mingii în joc, din propria suprafață de protecție a portarului.